# Petrogale xanthopus
Il wallaby delle rocce dai piedi gialli (Petrogale xanthopus Gray, 1855) è un membro della famiglia dei Macropodidi (la famiglia di marsupiali che comprende canguri, wallaby, canguri arboricoli, wallaroo e loro simili).
È ricoperto da una pelliccia grigio-bruna con la coda striata di giallo, il ventre bianco e gli arti anteriori e i piedi gialli. Un esemplare adulto può raggiungere un'altezza di 60 cm e pesare 7-13 kg.
Questo wallaby delle rocce è diffuso nelle regioni occidentali del Nuovo Galles del Sud, nel Victoria nord-occidentale, nell'Australia Meridionale orientale e perfino in alcune piccole aree del Queensland. Di solito predilige vivere in aree rocciose, lontano dai centri abitati.
Almeno una sottospecie di questo Diprotodonte notturno (P. x. xanthopus) è inclusa nella Lista Rossa delle Specie Minacciate della IUCN tra le specie vulnerabili. Di questa sottospecie ne rimangono solamente 5000-10.000 esemplari in Queensland e qualche sparuto gruppetto sui Monti Flinders, in Australia Meridionale, mentre in Nuovo Galles del Sud solo pochi individui vivono nel Gap e sui Monti Coturaundee.
L'altra sottospecie (P. x. celeris), invece, è inclusa tra le specie prossime alla minaccia. Il wallaby delle rocce dai piedi gialli preferisce vivere in regioni semi-aride, tra i crepacci e nelle caverne di isolati gruppi rocciosi. È minacciato dalla predazione da parte delle volpi, dalla competizione con specie introdotte domestiche e selvatiche (soprattutto capre, conigli e pecore) e dagli incendi.

## Conservazione
In Nuovo Galles del Sud questa specie venne scoperta per la prima volta nel 1964 sui Monti Coturaundee, in una zona che attualmente fa parte del Parco Nazionale di Mutawintji. Le due piccole catene montuose dell'estremità occidentale dello Stato sono ancora gli unici luoghi conosciuti dove la specie sopravvive in Nuovo Galles del Sud.
L'habitat di questa popolazione residua è situato in parte su terreni privati e ciò non garantisce adeguata protezione alle colonie. Gli scienziati erano certi che senza un immediato piano d'azione il wallaby delle rocce dai piedi gialli sarebbe scomparso dal Nuovo Galles del Sud.
Nel 1979, la Foundation for National Parks & Wildlife acquistò i 100 chilometri quadrati di terreno che sarebbero divenuti la Riserva Naturale di Coturaundee per conservare e proteggere questi wallaby. Altri fondi furono stanziati per abbattere volpi e capre.
I censimenti che ogni anno vengono effettuati nell'area, ora parte del Parco Nazionale di Mutawintji, confermano che la popolazione sta recuperando, essendo iniziata a crescere già dal 1985. Ora nella zona sono presenti tra i 300 e i 400 wallaby.
La strategia utilizzata per il recupero del wallaby delle rocce dai piedi gialli serve ora da modello per preservare altre specie di wallaby delle rocce, come quello dalla coda a spazzola, dall'estinzione.